# 氢溴酸盐
在化学中，氢溴酸盐（英語：Hydrobromide）是氢溴酸与有機鹼（例如胺）反应产生的酸盐，或被视为产生的酸式盐。这些化合物类似于盐酸盐。
有些药物被配制成氢溴酸盐，例如氢溴酸右美沙芬、氢溴酸加兰他敏、氢溴酸東莨菪鹼、氢溴酸山莨菪碱、氢溴酸樟柳碱、氢溴酸伏硫西汀、氢溴酸高乌甲素等。